# Neckarcup 2015
El torneo Heilbronner Neckarcup 2015 es un torneo profesional de tenis. Pertenece al ATP Challenger Series 2015. Se disputará su ª edición sobre superficie dura, en Heilbronn, Alemania entre el 11  al el 17 de mayo de 2015.

## Jugadores participantes del cuadro de individuales
| Favorito | País                            | Jugador            | Rank1 | Posición en el torneo |
| -------- | ------------------------------- | ------------------ | ----- | --------------------- |
| 1        | Bandera de Bosnia y Herzegovina | Damir Džumhur      | 81    | Primera ronda         |
| 2        | Bandera de Alemania             | Jan-Lennard Struff | 87    | Semifinales           |
| 3        | Bandera de Lituania             | Ričardas Berankis  | 91    | Primera ronda         |
| 4        | Bandera de Alemania             | Dustin Brown       | 104   | Primera ronda         |
| 5        | Bandera de Alemania             | Alexander Zverev   | 110   | CAMPEÓN               |
| 6        | Bandera de Alemania             | Tobias Kamke       | 113   | Primera ronda         |
| 7        | Bandera de República Checa      | Radek Štěpánek     | 115   | Primera ronda         |
| 8        | Bandera de Kazajistán           | Andrey Golubev     | 119   | Segunda ronda         |

- 1 Se ha tomado en cuenta el ranking del 4 de mayo de 2015.

### Otros participantes
Los siguientes jugadores recibieron una invitación (wild card), por lo tanto ingresan directamente al cuadro principal (WC):
- Daniel Brands
- Jan Choinski
- Nils Langer

Los siguientes jugadores ingresan al cuadro principal tras disputar el cuadro clasificatorio (Q):
- Jesse Huta Galung
- Jeremy Jahn
- Jozef Kovalik
- Mats Moraing

## Campeones

### Individual Masculino
- Alexander Zverev derrotó en la final a  Guido Pella, 6–1, 7–6(9–7)

### Dobles Masculino
- Mateusz Kowalczyk /  Igor Zelenay derrotaron en la final a  Dominik Meffert /  Tim Pütz, 6–4, 6–3